# Olympische Sommerspiele 1972/Teilnehmer (Liberia)
| Gelbes Symbol für Goldmedaillen mit stilisierten Olympischen Ringen | Graues Symbol für Silbermedaillen mit stilisierten Olympischen Ringen | Braundes Symbol für Bronzemedaillen mit stilisierten Olympischen Ringen |
| ------------------------------------------------------------------- | --------------------------------------------------------------------- | ----------------------------------------------------------------------- |
| —                                                                   | —                                                                     | —                                                                       |

Liberia nahm an den Olympischen Sommerspielen 1972 in München mit einer Delegation von fünf Sportlern (allesamt Männer) teil. Sie waren alle Leichtathleten und traten in fünf Laufwettbewerben an. Der Mittelstreckenläufer Thomas Howe wurde als Fahnenträger zur Eröffnungsfeier ausgewählt.

## Teilnehmer nach Sportarten

### Leichtathletik
- Andrew Sartee
100 m: Vorlauf
- Dominic Saidu
200 m: Vorlauf
- Thomas N’Ma
400 m: Vorlauf
- Thomas Howe
800 m: Vorlauf
- Edward Kar
1500 m: Vorlauf